# Przemysław Gonera
Przemysław Gonera (ur. 1950 w Alfredówce) – polski geograf, kierownik polskich ekspedycji naukowych.
Ukończył studia na Wydziale Biologii i Nauk o Ziemi na UAM (1975). W tym roku został pracownikiem naukowym Instytutu Geografii UAM. Doktoryzował się w 1984. Od 1993 prezes zarządu Wojewódzkiego Funduszu Ochrony Środowiska i Gospodarki Wodnej w Poznaniu. Od 2004 przewodniczący Konwentu Prezesów Zarządów Wojewódzkich Funduszy Ochrony Środowiska i Gospodarki Wodnej. Był kierownikiem Studenckiej Wyprawy Naukowo-Badawczej do Australii (1975), kierownikiem XV Wyprawy Antarktycznej na Wyspę Króla Jerzego (1989), a także uczestnikiem prac naukowych na Spitsbergenie (1987).